# Helge Meeuw
Helge Meeuw (Wiesbaden, 29 de agosto de 1984) é um nadador alemão, especialista no nado costas.
Começou a se destacar internacionalmente em 2006, quando, no Mundial de Piscina Curta, obteve dois bronzes nos 50 e 100 m costas. Neste ano, também ganhou ouro no Europeu de Piscina Longa nos 50m costas, e dois ouros no Europeu de Piscina Curta nos 50 m costas e 4x50 m medley.
No Campeonato Alemão de Natação de 2008, em Berlim, ele nadou em 53s10, um novo recorde europeu dos 100 m costas. Ele também tem o recorde alemão dos 200m costas.
Em Pequim 2008, realizou atitude considerada arrogante ao não retirar sua barba para disputar as eliminatórias. Acabou ficando apenas em 19° nos 100 m costas. Chegou à semifinal dos 200 m costas, mas ficou de fora da final por muito pouco.
No Mundial de Roma 2009, conquistou a prata nos 100 m costas.